# Linda Gasser

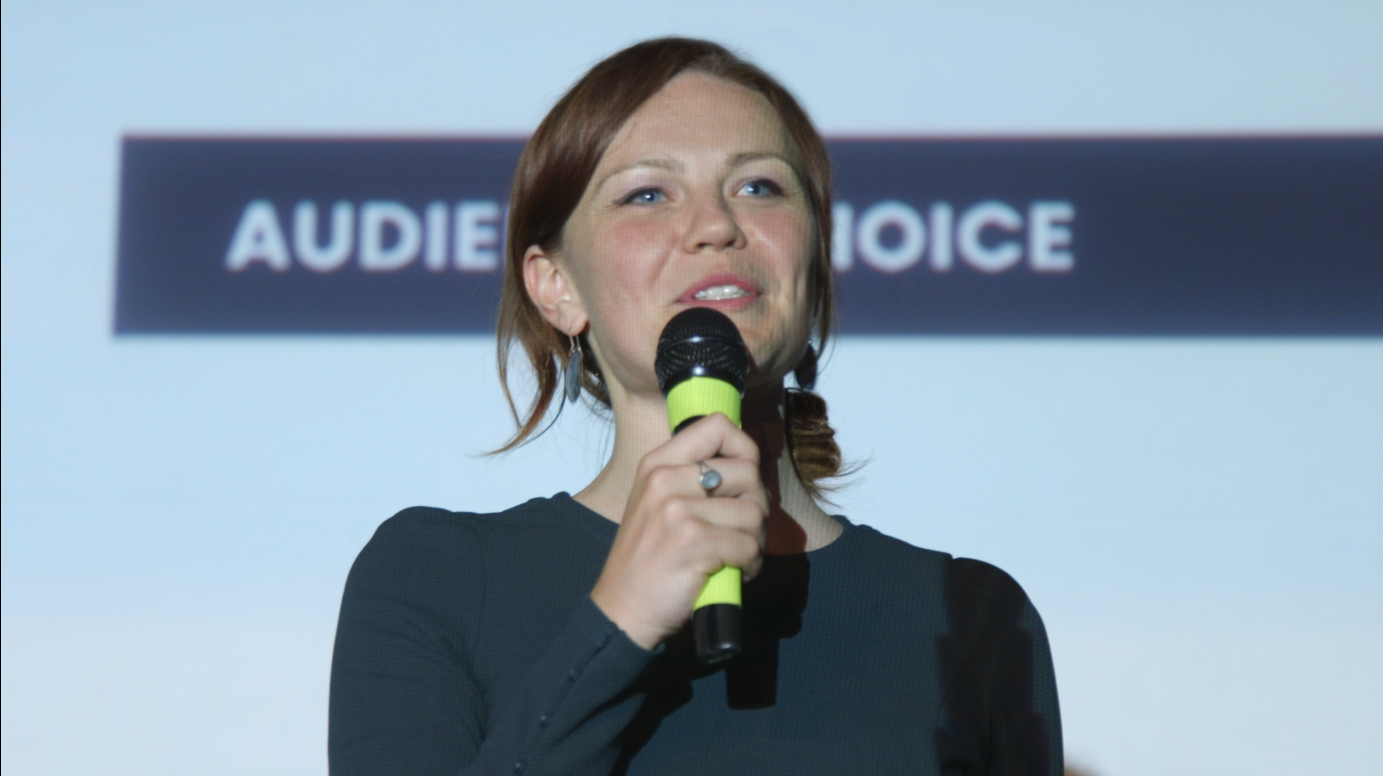
Linda Gasser beim Audience Choice Award 2018 in Mainz

Linda Gasser (geboren 1989) ist eine deutsche Regisseurin, Drehbuchautorin und Szenenbildnerin.

## Leben und Wirken
Linder Gasser wuchs im Rheingau-Taunus-Kreis auf. Nachdem sie in Island arbeitete und Architektur studierte, wollte sie immer wieder längere Zeit im Ausland verbringen. Während ihres Aufenthaltes in Guatemala entwickelte sich der Wunsch, Geschichten zu entwickeln, was sie nach Umwegen über die Journalistik zum Film brachte. Erste Erfahrungen sammelte sie mit Reportagen für Hessen TV. Im Anschluss arbeitete sie freiberuflich für verschiedene Agenturen.
In Buenos Aires arbeitete sie 2009 für sieben Monate gemeinsam mit Luciano Stalman an ihrem ersten Dokumentarfilm. 2010 gründete sie die Filmproduktionsfirma Luli Productions. Gasser studierte 2014 an der Hochschule Mainz das Fach „Zeitbasierte Medien“, Masterprogramm. Die in der Zeit entstandenen Produktionen wurden auf über 70 nationalen und internationalen Filmfestivals gezeigt. 2017 gründete sie das „Arc Film Festival“ in Mainz mit dem Ziel, eine Plattform für Filmschaffende bereitzustellen. Es soll transparent machen, wie die Arbeitsbedingungen der Filmbranche in Rheinland-Pfalz sind. Das Bundesland ist das einzige, das keine Filmförderung bereitstellt.
Gasser setzt sich für neue Erzählweisen und ambitionierte Filme ein. Zusammen mit David Martinez (Raindance Festival), Chiara Andrich (Sole Luna Doc Film Festival) sowie sechs weiteren Festivalleitern gründete sie im Namen der Vereinten Nationen das Netzwerk „Film For Our Future“ in Mailand.
Mit dem Ziel, die Botschaft der Agenda 2030 und der darin enthaltenen 17 SDG's zu verbreiten, schlossen sich die renommierten Festivals zusammen. Aufstrebende Filmemacher sollen aktiv unterstützt werden, um Menschen über die globalen Herausforderungen und Lösungen unserer modernen Welt zu informieren und sie gleichzeitig zu inspirieren. Die Festivaldirektoren haben sich in der Überzeugung zusammengeschlossen, frische und unkonventionelle Denkweisen für eine nachhaltige Zukunft zu unterstützen.

## Auszeichnungen
- 2015. Stipendium der Film- und Mediennachwuchsförderung RLP
- 2017: Aesthetica Short Film Festival, York (Wo sie ist)
- 2017: Golden Panda International Film Festival, Vancouver (1. Platz: Wo sie ist)
- 2017: DAE Studio Film Festival, Lancashire (1. Platz: 3 Minutes)
- 2017: Women’s Only Entertainment Film Festival, New York (1. Platz: 3 Minutes)
- 2018: Camgaroo Award, München (1. Platz: Wo sie ist)
- 2018: FEEDBACK Film Festival, Los Angeles (1. Platz: Wo sie ist)[7]
- 2018: Fort Worth Indie Film Showcase (1. Platz: Wo sie ist)
- 2018: Filmfreif – Bundesfestival junger Film, St. Ingbert (1. Platz: Wo sie ist)
- 2020: Film- und Medien Nachwuchsförderung Rheinland-Pfalz (In Search Of Utopia)